# Saratoga (Wyoming)
Pour les articles homonymes, voir Saratoga.
Saratoga est une ville du Wyoming dans le comté de Carbon.

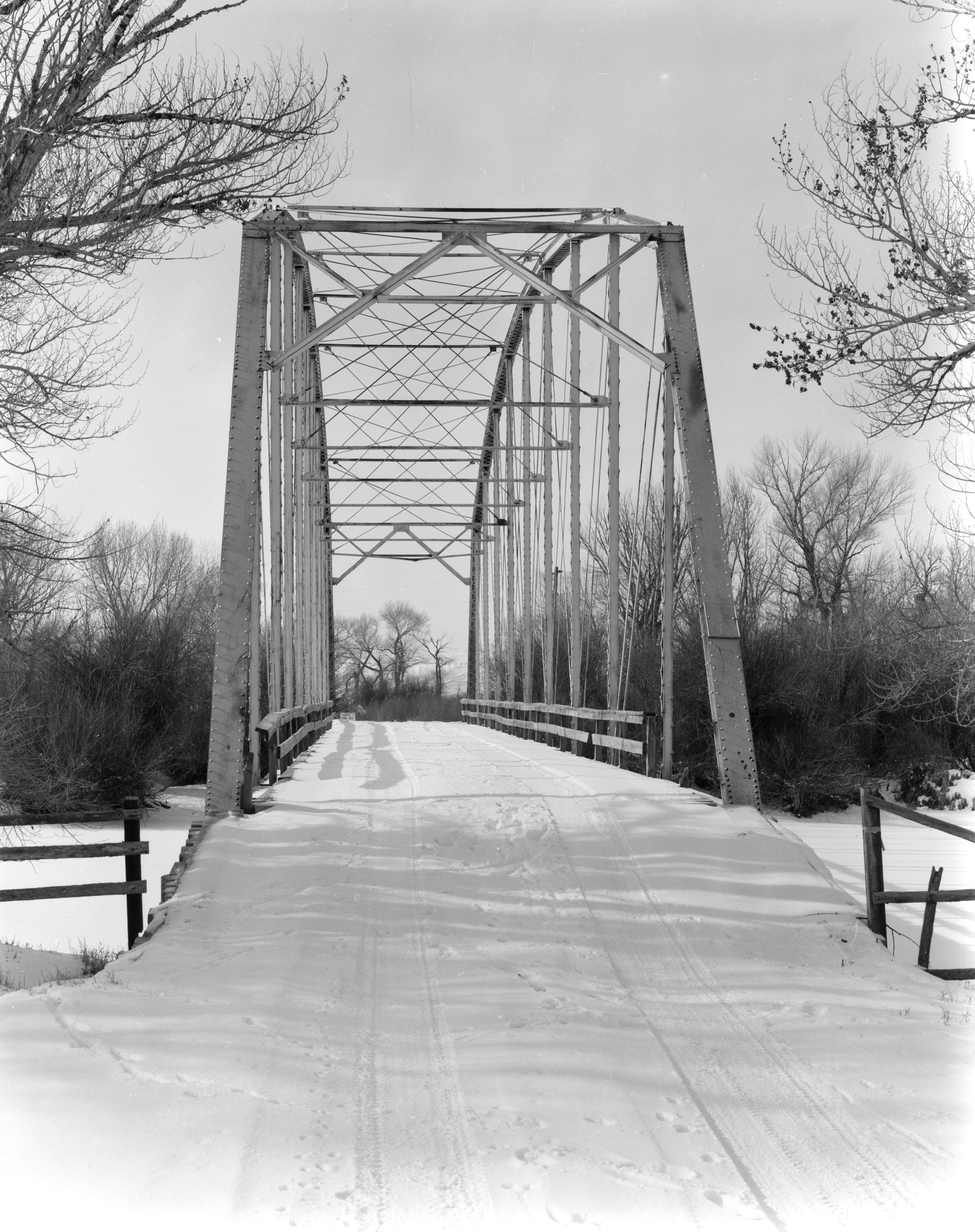
Pick Bridge sur la rivière North Platte, près de Saratoga

## Transports
Saratoga est desservie par l'aéroport de Shively Field (code AITA : SAA, code OACI : KSAA).